# Cyclocephala pseudomelanocephala
Cyclocephala pseudomelanocephala är en skalbaggsart som beskrevs av Dupuis 1996. Cyclocephala pseudomelanocephala ingår i släktet Cyclocephala och familjen Dynastidae. Inga underarter finns listade i Catalogue of Life.